# Jahrbuch Politische Theologie
Das Jahrbuch Politische Theologie ist eine zunächst ab 1996 jährlich, seit dem dritten Band in unregelmäßigen Abständen im Verlag Peter Lang erscheinende Buchreihe. Es geht auf den Schülerkreis des katholischen Theologen Johann Baptist Metz zurück und will ein Forum für die von Metz begründete neue Politische Theologie bieten. Die einzelnen Bände, die jeweils einem Oberthema gewidmet sind, enthalten fächerübergreifende Studien zum Verhältnis von Religion und Politik, von Christentum und politischer Kultur an den Grenzen der europäischen Moderne. 
Herausgeber der Reihe sind Torsten Habbel, Hans-Gerd Janßen, Ottmar John, Jürgen Manemann, Michael J. Rainer, Claus Urban, Bernd Wacker und José Antonio Zamora. Jeweils einer oder mehrere von ihnen fungieren als Herausgeber der Einzelbände. 

## Band 1:Demokratiefähigkeit
Band 1 (1996) beschäftigt sich mit dem Thema „Demokratiefähigkeit“ mit der Situation unserer gegenwärtigen Gesellschaft nach dem Zusammenbruch des real existierenden Sozialismus und der Wiedervereinigung Deutschlands.

## Band 2:Bilderverbot
Mit dem Bilderverbot stellt das Jahrbuch 2 (1997) wiederum ein Thema in den Mittelpunkt, das nicht nur theologisch zentral ist, sondern die Mitte unserer Kultur betrifft. In der fortschreitenden Expansion multimedialer Kommunikation zeigt sich das Diktat der Sichtbarkeit. Gegen die Bilderflut und ihre scheinbar allmächtigen Mechanismen formiert sich – wie auch immer begründet – Abwehr. In die Diskussion dieser Situation will das Jahrbuch zum Bilderverbot eingreifen.

## Band 3:Befristete Zeit
In Band 3 (1999) wird der Zeitindex der Theologie diskursorisch herausgearbeitet: „Wer christlich zu denken glaubt und dies ohne Frist zu denken glaubt, ist schwachsinnig.“ (Jacob Taubes). Zeit als Frist zu denken – das ist der Theologie aufgegeben. Eine apokalyptisch angeschärfte Gottesrede verweigert sich der bloßen Faktizität, indem sie ihren Herrschaftscharakter zu enthüllen und einen Horizont aufzubrechen versucht, von dem aus Geschichte in ihrer Herrschafts- und Unterwerfungsstruktur entlarvt und in ihrer subjekthaft erfahrenen Leidens- und Hoffnungsstruktur erkennbar wird. Ein solcher Entwurf provoziert eine kontroverse Diskussion im Zeitalter der Beschleunigungen und der Zeitvergessenheit. Zu dieser Diskussion im Konzert mit anderen Disziplinen (Soziologie, Philosophie, Politikwissenschaft, Ästhetik u. a.) herauszufordern, ist die Aufgabe des 3. Bandes.

## Band 4:Monotheismus
Der 4. Band (2002) schaltet sich in den gegenwärtigen Diskurs über den Monotheismus ein. Mit dieser Thematik steht das Zentrum politisch-theologischen Denkens zur Debatte. Das Jahrbuch setzt an mit der Frage nach dem Zusammenhang von Ethik und Monotheismus und fokussiert die Kritik des ethischen Monotheismus im ausgehenden 20. Jahrhundert. Der Band enthält Analysen gegenwärtiger Antimonotheismen in der (post-)modernen Gesellschaft und in christlichen trinitätstheologischen Auslegungen. Zur Debatte steht im Besonderen das Monotheismusverständnis, das Jan Assmann in seinen Studien entworfen hat, und sein Versuch, die dem Monotheismus inhärenten Feindbilder, nämlich Ägypten und den Polytheismus, zu rehabilitieren. Neben einer ausführlichen Rezension über populärwissenschaftliche Angriffe gegen den biblischen Monotheismus werden Projekte vorgestellt, die die hier angerissenen Problemzusammenhänge in den gesellschaftlichen Diskurs einspeisen.

## Band 5:Politische Theologie – gegengelesen
Band 5 (2008) beschäftigt sich mit der Frage: „Wer braucht politische Theologie?“ Eine Skizze der Geschichte des Begriffs „Politische Theologie“ wird geliefert. Das Verhältnis zur Säkularisierung kommt zur Sprache. Beziehungen der Politischen Theologie zur Sozialethik sowie zur Psychotherapie werden thematisiert. Zudem gibt es eine Debatte zum Begriff der Postsäkularität.

## Band 6/7:Extra ecclesiam … Zur Institution und Kritik von Kirche
Band 6/7 (2013) erörtert eingangs die Frage: „Was heißt eigentlich Kirche?“ Im Zentrum des Bandes stehen Eckpfeiler einer politisch-theologischen Ekklesiologie. Diese kommen aus biblisch-theologischer, historischer, systematischer und praktisch-theologischer Perspektive zur Sprache. Zum Kirchenverständnis der Neuen Politischen Theologie äußern sich abschließend u. a. Johann Baptist Metz und Franz-Xaver Kaufmann.